# Zwerg-Sägehai
Der Zwerg-Sägehai (Pristiophorus nancyae) ist ein Hai aus der Familie der Sägehaie (Pristiophoridae). Wie seine Verwandten zeichnet sich der Hai durch eine lange sägeartige Schnauze aus. Er ist anhand weniger Exemplare aus nur wenigen Tiefseegebieten im westlichen Indischen Ozean vor der Küste von Mosambik, eventuell auch vor Somalia und der Küste Pakistans bekannt. Die Art wurde erst Juli 2011 beschrieben.

## Merkmale
Der Zwerg-Sägehai erreicht eine Maximallänge von etwa 62 cm (Männchen 45–50 cm, Weibchen 57–62 cm) und ist damit die kleinste bekannte Sägehaiart. Der Körper ist lang zylindrisch und schlank gebaut.  Der Kopf ist abgeflacht und besitzt eine stark verlängerte und abgeflachte Schnauze mit einem für die Sägehaie typischen sägeartigen Rostrum. Das Rostrum besitzt ein ausgeprägtes Paar Barteln, die sich deutlich näher zum Maul als zur Spitze des Rostrums befinden. Die Basen der großen Seitenzähne der "Säge" sind mit auffallenden Graten versehen. Auf der Unterseite des Rostrums, befindet sich eine sehr markante doppelte Reihe von auffällig großen Gruben, davon liegen vier bis fünf hinter den Barteln. 
Die Oberseite seines Körpers ist einfarbig braun, die Unterseite ist weiß. Auf dem hellen Rostrum befinden sich dunkelbraune Streifen auf der Mittellinie und an den Rändern. Die Brust- und Rückenflossen haben dunkle Vorder- und helle Hinterränder.
Die grünlichen Augen sitzen seitlich am Kopf, dahinter schließen sich die großen Sauglöcher an. Wie andere Arten der Gattung besitzt der Sägehai fünf Kiemenspalten. Wie alle Sägehaie besitzt er zwei Rückenflossen ohne Dorn und keine Analflosse. Die erste Rückenflosse ist groß und dreieckig. Ihre hintere Spitze reicht bis hinter die Mitte der Bauchflossenbasis. Die Schwanzflosse besteht nur aus einem großen oberen Lobus während der untere Lobus allen Sägehaien fehlt.

## Lebensweise

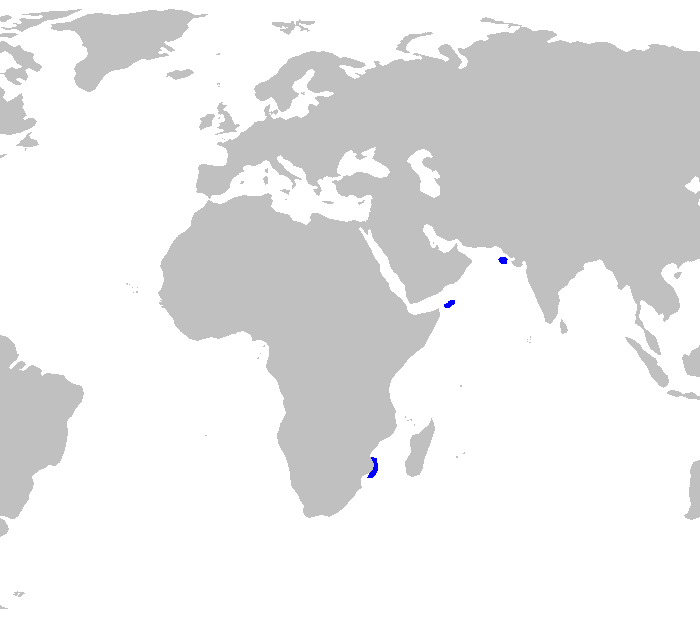
Fundgebiete des Zwerg-Sägehais

Der Zwerg-Sägehai ist eine Bodenhaiart, die in Wassertiefen zwischen 286 und 500 Meter vorkommt. Über seine Lebensweise liegen kaum Daten vor, wahrscheinlich ernährt er sich räuberisch von verschiedenen Fischen und anderen Bodenorganismen. 

## Verbreitung
Der Zwerg-Sägehai lebt im westlichen Indischen Ozean vor der Küste von Mosambik. Ein weiteres Vorkommen liegt im Arabischen Meer von der Küste Somalias und der Küste Pakistans. Der Lebensraum befindet sich im Bereich des oberen Kontinentalhangs in Meeresbodennähe in Wassertiefen von 286 bis 500 Metern. Im westlichen Indischen Ozean ist er die einzige Pristiophorus-Art. Vom sympatrisch vorkommenden Warrens Sechskiemer-Sägehai (Pliotrema warreni) kann er vor allem durch seine fünf Kiemenspalten unterschieden werden.